# موسیو کرشیش
آگوست کارل کرژیژ (به چکی: August Karel Kříž) (۱۲ مه ۱۸۱۴ تابور - ۱۹ ژانویه ۱۸۸۶ خرودیم) در ایران قاجاری معروف به موسیو کرشیش، استاد چکی اهل امپراتوری اتریش در دارالفنون بود که برای تدریس توپخانه در دارالفنون به استخدام درآمد ولی دروس هندسه، ریاضیات، جغرافیا، و تاریخ نظامی نیز تدریس می‌کرد. او به مدت هشت سال در ایران ماند و تعدادی کتاب دربارهٔ توپخانه و ریاضیات نگاشت. کرژیژ ناظر ساخت اولین خط تلگراف در ایران و تهیه نقشه تهران بود. همچنین ارتفاع کوه دماوند را اندازه گرفت. او ناصرالدین شاه را بسیار تحت تأثیر قرار داد به گونه‌ای که در طی همه‌گیری وبا در سال ۱۸۵۲ اجازه ویژه یافت که کلاس‌های خود را در کاخ گلستان برگزار کند.
موسیو کرشیش یکی از ۷ نفری بود که داوودخان مسیحی هنگام سفرش به اتریش به عنوان نمایندهٔ امیر کبیر، برای تدریس به ایران دعوت کرد و در مدرسهٔ دارالفنون مشغول به کار نمود. کرشیش، به عنوان استاد توپخانه به مدرسهٔ دارالفنون رفت، اما چون تاریخ، جغرافیا و حساب و هندسه می‌دانست، این رشته‌ها را نیز آموزش می‌داد. او به کمک دانشجویان خود کتاب‌های زیادی نوشت و ترجمه کرد.
فریدون آدمیت در کتاب «امیرکبیر و ایران» می‌نویسد: 
«بنابر قرارنامه "کرشش" معلم توپخانه، متعهد گردیده: در "مکتب‌خانه پادشاهی تدریس کند؛ به تعلیم بپردازد؛ هرگاه شکایتی داشته‌باشد راست به راست و بدون واسطه دیگر (یعنی بدون دخالت سفارتخانه اجنبی) به دولت مراجعه نماید؛ و خلاف عادات و قواعد مملکت ایران کاری از او سر نزند. مدت خدمت پنج سال در نظر گرفته شد، و مأخذ کلی مواجب هر کدام شش‌صد تومان در سال معین گردید.»

همچنین در جای دیگری از این کتاب تاریخی دربارهٔ او می‌نویسد: 
«[کرشیش] معلم توپخانه و ریاضیات، و تاریخ نظامی، مترجمش میرزا زکی مازندرانی علی‌آبادی از تحصیل‌کرده‌های فرانسه بود. او و میرزا ملکم نخستین کسانی هستند که در تهران سیم تلگراف کشیدند (۱۲۷۴).»
مونیکا رینگر هم در کتاب خود می‌نویسد او 
«به خاطر تعیین ارتفاع کوه دماوند و ایجاد یک خط تلگراف از دارالفنون تا کاخ سلطنتی حسن شهرت داشت.»

## فعالیت‌ها

### تهیه نقشه طهران در سال ۱۲۳۷ هجری خورشیدی

تهران ۱۸۵۷

در سال ۱۲۷۵ گروهی به سرپرستی اعتضادالسلطنه با همکاری موسیو کرشیش فرمانده و آموزگار توپخانه و دستیاری چندین نفر از شاگردان دارالفنون نقشه‌ای از تهران تهیه کردند و این نخستین نقشه دارالخلافه تهران به مقیاس ۱:۱۰۰۰ بوده‌است و از آنجایی که امکانات و وسایل فنی در اختیار هیئت تهیه نقشه نبوده از اینرو فاصله‌ها با گام و زاویه‌ها با تقریب اندازه‌گیری می‌شده‌است، بر این پایه نقشه مزبور از جهت نشان دادن شکل و موقعیت شهر و محله‌های درون آن و دروازه‌ها در نوع خود نقشه موفقی بوده و چهره تهران قدیم را کاملاً در برابر دیدگان مجسم می‌سازد.

### مشارکت در راه‌اندازی خط تلگراف در سال ۱۲۳۶ خورشیدی
دانش‌آموزان مدرسهٔ دارالفنون به راهنمایی معلم علاقه‌مند فیزیک و شیمی خود، موسیو کرشیش نمساوی (اتریشی) نخستین فرستنده و گیرندهٔ تلگراف را در اسفند ۱۲۳۶ ساختند و با سیم‌کشی میان دو کلاس مدرسه، مخابرهٔ آزمایشی تلگراف را در حضور میرزا آقاخان نوری صدراعظم انجام دادند.
ناصرالدین‌شاه قاجار از شنیدن خبر موفقیت این طرح شاد شد و توسط صدراعظم از وزیر علوم، علی‌قلی میرزا اعتضادالسلطنه، عموی دانشمند خود اظهار رضایت کرده و به موسیو کرشیش خلعت التفاوت کرد و به عالی‌جاه رضاقلی‌خان هدایت معروف به ل‍له‌باشی و شاگردان توپچی که در این کار مشارکت کرده بودند پاداش داد.